# Seconda battaglia di Lexington
La seconda battaglia di Lexington è stata un episodio della guerra di secessione americana. Così come la Prima Battaglia di Lexington del settembre 1861 i confederati, guidati dal maggiore generale Sterling Price, riuscirono ad avere la meglio ma, al contrario della volta precedente, il secondo successo ottenuto a Lexington non produsse risultati strategici di rilievo per la causa sudista.

## Contesto
Nell'autunno 1864 Price venne incaricato dal suo superiore, il generale Edmund Kirby Smith, di tentare di riconquistare il Missouri.
Non essendo in grado di attaccare direttamente il suo obiettivo principale, la città di St. Louis, Price decise di organizzare un raid in Missouri, Kansas e nel territorio indiano al fine di distruggere gli avamposti nordisti e influenzare negativamente la rielezione del presidente Abraham Lincoln.
Dopo aver sconfitto i nordisti nella battaglia di Glasgow, Price proseguì la sua avanzata in direzione di Kansas City. Per fermarlo il maggiore generale William S. Rosecrans, comandante del Dipartimento del Missouri, inviò una forza di circa 2 000 uomini sotto il comando di James G. Blunt.

## La battaglia
Il 19 ottobre gli uomini di Price arrivarono nei pressi di Lexington e si scontrarono con l'avanguardia di Blunt. In un primo momento i nordisti riuscirono a resistere ma, non potendo ottenere rinforzi, dovettero ritirarsi verso Little Blue River.